# La Plata-i háború
A La Plata-i háború (spanyolul: Guerra Platina, portugálul: Guerra do Prata), más néven Oribe és Rosas elleni háború egy 1851 és 1852 között zajló katonai konfliktus volt Dél-Amerikában, a Río de la Plata térségében. A Brazil Császárság meg akarta akadályozni az Argentin Konföderáció megerősödését, amelynek diktátora újra fel akarta építeni a La Plata alkirályságot, és Dél-Amerika főhatalmává akart válni. Az ellentétek háborúvá fajultak, amelyben a brazilok legyőzték Argentínát és a vele szövetséges uruguayi Oribe-kormányt. Brazília megszilárdította hatalmi pozícióját a térségben, Argentínában pedig instabilitás időszaka kezdődött.

## Előzmények
A brazil intervencionizmus a La Plata-térségben a gyarmati időszakra nyúlik vissza, amikor portugál csapatok állomásoztak a Banda Orientalban (az Uruguay folyó és a Río de la Plata közötti térségben), hogy megerősítsék pozíciójukat a La Plata torkolatánál. A térségben levő spanyol gyarmatok függetlenné válását követően a brazil politika célja egy erős, centralizált spanyol állam megszilárdulásának megakadályozása lett. A küzdelem egyik emblematikus konfliktusa az Oribe és Rosas elleni háború (1851–1852).
A század második negyedében a Brazil Császárságot belső instabilitás hátráltatta, míg a szomszédos Argentínában Juan Manuel de Rosas alakja felemelkedőben volt. Buenos Aires kormányzójaként és föderalistaként Rosas 1831-ben létrehozta az Argentin Konföderációt, amely az 1840-es évek közepére megerősödött a térségben. Rosas diktátorként kormányzott, és újra fel akarta építani a La Plata alkirályságot, amely Uruguay, Paraguay és Bolívia területeit foglalta volna magába, hogy Argentína Dél-Amerika főhatalmává váljon. Uruguayt ugyanekkor polgárháború sanyargatta, amelyben két párt („fehérek” és „vörösek”) versengett a hatalomért, ez pedig nemzetközi szereplőket is mozgósított: a Manuel Oribe vezette fehérek Rosas argentin föderalistáinak támogatását élvezték, míg a vöröseket a disszidens argentin tartományok (Entre Ríos, Corrientes, Santa Fe), valamint Nagy-Britannia és Franciaország támogatták, akik érdekeltek voltak a szabad hajózás biztosításában a La Platán (ez a fehérek győzelme esetén veszélybe kerülhetett volna). A Brazil Császárságnak is érdeke volt a folyók szabad hajózhatóságának fenntartása, így logikusan a vörösek oldalán kellett volna bekapcsolódjon a konfliktusba, de nem tette ezt, mivel a vörösek a birodalom-ellenes farroupilha-felkelést támogatták.
A brazilok elejét akarták venni az argentin hegemóniának és 1844-ben diplomáciai missziókat küldtek Európába, ahol Paraguay függetlenségének elismerését és Nagy-Britannia és Franciaország támogatásának elnyerését próbálták elérni. 1845-ben francia és brit hajók érkeztek a térségbe és áttörték Rosas blokádját a Paraná folyón. Az ezt követő instabilitás azonban ellehetetlenítette a kereskedelmet, így az európaiak visszavonultak és gazdasági okokból elismerték Rosas hegemóniáját a La Plata-vidéken. A brazilok szomorúak lettek és saját kezükbe vették a kezdeményezést, és szövetséget kötöttek az uruguayi vörös párttal, továbbá az Urquiza által vezetett disszidens argentin tartományokkal.

## A háború lezajlása
1851-ben Brazília megtámadta Uruguayt, hogy legyőzze Oribe „fehéreit”, és a Montevideo ostroma (1843–1851) során felállított úgynevezett Cerrito-kormányt. 1851. október 19-én a feléje közeledő hadsereg méretével szembesülve Oribe harc nélkül megadta magát. Ezután a brazil és az Urquiza-féle erők Buenos Aires felé fordultak. 1852. február 1-jén érkeztek Buenos Aires közelébe, és legyőzték a fogadásukra küldött hadsereget. Két nappal később újabb csata következett Monte Caseros-nál, amelyben az argentin erőket személyesen Rosas vezette. A szövetségesek megnyerték a csatát, Rosas pedig száműzetésbe vonult az Egyesült Királyságba.

## Következmények
A Rosas-féle föderalizmus vereségével 13 argentin tartomány (Buenos Aires kivételével) aláírta a San Nicolás-i megállapodást, amely megerősítette a szövetségi paktumot, valamint alkotmányozó gyűlést hívott össze. Ez a megállapodás, akárcsak a szövetségi paktum, precedensként szolgált az 1853-as argentin alkotmányhoz.
A háború következményeként, 1852-ben Argentína elismerte Paraguay függetlenségét (Rosas argentin tartományként próbálta bekebelezni).
Brazília megszilárdította hatalmi pozícióját a térségben. Argentína instabil belső helyzete nem tette lehetővé, hogy az ország veszélyt jelentsen a brazil érdekekre; a föderalisták és az unionisták közötti összecsapások töretlenül folytatódtak. Csak a Mitre vezette unionisták 1861-es győzelme után sikerült megszilárdítani az argentin egységet, a paraguayi háború kitörésének előestéjén.